# 마틴 핸드포드
마틴 핸드포드(영어: Martin Handford, 1956년 9월 27일~)는 영국의 작가이자 삽화가이다. 1987년에 출간한 《월리를 찾아라》시리즈의 작가로 유명하다.

## 생애
1956년 런던에서 태어난 마틴 핸드포드는 이혼한 부모 밑에서 홀로 자라왔다. 그는 4~5세부터 군중을 그리기 시작했으며 친구들과 놀기보다 그림 그리는 것을 더 좋아했다. 그는 클래식 영화와 그가 갖고 놀았던 장난감 군인들을 통해서 군중을 그리는데 많은 영감을 얻었다. UCA에 입학한 핸드포드는 학비를 내기 위해 보험 사무소에서 3년 간 일을 하기도 했다.

## 경력
1981년엔 잉글랜드의 파워 팝 밴드인 더 베이퍼스의 Magnets 앨범 커버를 만들기도 했다. 1986년엔 영국의 워커 북스(Walker Books) 출판사로부터 군중 속에서 독특한 특징을 지닌 캐릭터를 제작해 달라는 요청을 받았고 그는 빨간색과 흰색 무늬 옷의 세계 여행자인 월리(Wally) 캐릭터를 만들어 냈다. 그 후 1987년, 전세계적으로 유명한 《월리를 찾아라》(Where's Wally?)를 출판하였으며 유명세를 타기 시작했다. 《월리를 찾아라》는 26개의 언어로 번역되었으며 50개국 이상에서 출판되었다. 1991년과 2019년엔 만화로 제작되기도 했다.
《월리를 찾아라》는 2쪽 짜리의 그림 안에서 캐릭터 월리를 찾는 그림책인데, 핸드포드는 2쪽을 그리는데 최대 8주가 걸린 적도 있다고 밝혔다. 일반적으로 2쪽 안에 300~500명 정도의 인물이 그려진다.